# Desire (Hurts)
Desire è il quarto album in studio del gruppo musicale britannico Hurts, pubblicato il 29 settembre 2017 dalla Sony Music.

## Descrizione
Rispetto ai precedenti album, Desire presenta sonorità marcatamente pop e testi più personali, come spiegato dal frontman Theo Hutchcraft:

## Promozione
Il 21 aprile 2017 il duo ha reso disponibile per il download digitale il primo singolo Beautiful Ones, accompagnato nel medesimo giorno dal relativo video musicale. Il 1º settembre è stato pubblicato come secondo singolo Ready to Go.
Tra ottobre e dicembre 2017 il gruppo ha intrapreso il Desire Tour, esibendosi in svariate città dell'Europa. Il 12 ottobre è stato inoltre presentato il videoclip per la settima traccia Chaperone.

## Tracce
1. Beautiful Ones – 3:01
2. Ready to Go – 2:45
3. People Like Us – 3:39
4. Something I Need to Know – 3:31
5. Thinking of You – 3:19
6. Wherever You Go – 3:38
7. Chaperone – 2:51
8. Boyfriend – 2:49
9. Walk Away – 3:44
10. Wait Up – 4:08
11. Spotlights – 3:19
12. Hold on to Me – 3:02
13. Magnificent – 4:22

Tracce bonus nell'edizione giapponese
1. Beautiful Ones (Acoustic) – 3:22
2. Ready to Go (Live @ Deluxe Music Session) – 2:52
3. Wonderful Life (Live @ Deluxe Music Session) – 4:10

## Classifiche
| Classifica (2017) | Posizione massima |
| ----------------- | ----------------- |
| Austria           | 24                |
| Belgio (Fiandre)  | 103               |
| Belgio (Vallonia) | 180               |
| Finlandia         | 6                 |
| Germania          | 14                |
| Paesi Bassi       | 116               |
| Polonia           | 9                 |
| Regno Unito       | 21                |
| Spagna            | 73                |
| Svizzera          | 8                 |